# GBU-44/B 바이퍼 스트라이크

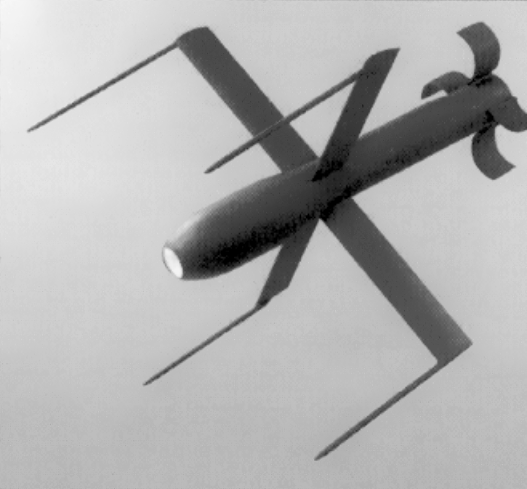
BAT. GBU-44/B는 BAT의 적외선 유도를 레이저 유도로 바꾼 버전이다.

GBU-44/B 바이퍼 스트라이크는 미국의 레이저 유도 폭탄이다. GPS 유도도 된다. MBDA 제품이다.

## 역사
무인기에 장착하기 위해 개발되었다.
무인기에 장착하는 헬파이어 미사일은 무게 50kg이다. 반면에 GBU-44/B는 무게 20 kg으로, 헬파이어의 40% 정도 무게밖에 안되어, 소형 무인기에 장착하기에 적합하다.

## 같이 보기
- LAHAT